# Bent Persson
Bent Persson (* 6. September 1947 in Karlskrona) ist ein schwedischer Jazztrompeter und -kornettist, der vor allem für seine vielschichtigen Interpretation der Transkriptionen früher Soli von Louis Armstrong bekannt wurde.

## Leben
Persson, der in Stockholm aufwuchs, spielte ab 1968 mit den Stockholm Stompers Dixieland und Swing. Er erhielt von 1976 bis 1979 Trompetenunterricht bei Claes Strömblad. Zwischen 1977 und 1981 studierte er am SMI Stockholms Musikpedagogiska Institut.
Mit den Maggie’s Blue Five um Tomas Örnberg widmete er sich schon als Heranwachsender der frühen Musik von Louis Armstrong und Sidney Bechet. Dann spielte er in der Weatherbird Jazzband mit Pianist Ulf Johansson, mit der zwischen 1975 und 1982 fünf LPs mit Louis Armstrongs 50 Hot Choruses for Cornet einspielte, wobei er transkribierte Soli Armstrongs interpretierte, die von längst verschollenen Wachszylinder-Aufnahmen Armstrongs 1927 bei Melrose Brothers veröffentlicht wurden. Daneben spielte er bei der Kustbandet, für die er auch arrangierte und mit denen er auch international auftrat. Seit 1985 tourte er auch mit den Swedish Jazz Kings. Mit der Nachwuchs-Bigband Jazzin Topzies spielt er auch Werke des jungen Duke Ellington. Er hat auch mit Maxine Sullivan, Bob Wilber, Joya Sherrill, Keith Nichols und Eva Taylor aufgenommen.
Auch lehrt er die Geschichte des Jazz an der Universität Uppsala und der Königlichen Musikakademie und gibt sein Wissen auf Sommerkursen in Visings und Lenk weiter.

## Diskografie
- Louis Armstrong's 50 Hot Choruses 1927 (1975–86, 1976–2002)
- Bent Persson's London Stompers (1987)
- Alain Marquet–Bent Persson Melody Boys featuring Neville Dickie New Orleans Hop Scop Blues  (1990)
- Däumlings Jive & Bent Persson (1993)
- Bent Persson Sextett (1994)
- Bent Persson with Royal Blue Melodians (2001)